# گل‌کوب سینه‌آتشی
گُل‌کوب سینه‌آتشی (نام علمی: Dicaeum ignipectus) نام یک گونه از تیره شهدخواران است.